# Jyväskylän JK
A Jyväskylän JK, a sajtóban legtöbbször JJK Jyväskylä, teljes nevén Jyväskylän Jalkapalloklubi egy finn labdarúgócsapat. A klubot 2000-ben alapították, jelenleg a harmadosztályban szerepel.

## Jelenlegi keret
2015. június 8. szerint:
| #  |     | Poszt | Név              |
| -- | --- | ----- | ---------------- |
| 1  | FIN | K     | Janne Korhonen   |
| 2  | FIN | V     | Matti Lähitie    |
| 3  | FIN | V     | Joona Itkonen    |
| 5  | FIN | KP    | Mikko Manninen   |
| 6  | FIN | CS    | Jasin Abahassine |
| 7  | FIN | KP    | Saku Leppänen    |
| 8  | FIN | CS    | Aleksis Lehtonen |
| 9  | FIN | KP    | Aram Hasanzada   |
| 10 | FIN | KP    | Tommi Kari       |
| 11 | FIN | V     | Niko Markkula    |
| 12 | FIN | V     | Antto Tapaninen  |
| 13 | FIN | CS    | Jarkko Kosunen   |

| #  |     | Poszt | Név                |
| -- | --- | ----- | ------------------ |
| 14 | FIN | KP    | Janne Kuhmonen     |
| 15 | FIN | CS    | Antto Hilska       |
| 16 | FIN | KP    | Robert Taylor      |
| 17 | FIN | KP    | Iiro Järvinen      |
| 18 | FIN | V     | Honar Abdi         |
| 19 | FIN | V     | Benno Hanslian     |
| 20 | FIN | V     | Teemu Vaarakallio  |
| 20 | FIN | CS    | Oskari Peltonen    |
| 22 | FIN | K     | Teppo Marttinen    |
| 23 | FIN | KP    | Arjan Goljahanpoor |
| 26 | FIN | V     | Severi Vielma      |

## Ismertebb játékosok
- Gjorgji Hrisztov
- Ville Lehtinen
- Tomi Petrescu
- Mikko Manninen
- Janne Korhonen
- Markus Paija
- Touko Tumanto
- Babatunde Wusu
- Eero Markkanen
- Szeróvay Mihály
- Gruborovics Tamás

## Külső hivatkozások
- Hivatalos weboldal